# Ryoichi Fukushige
Ryoichi Fukushige (福重 良一 Fukushige Ryoichi?,  nacido el 30 de enero de 1971 en Wakayama) es un exfutbolista japonés. Jugaba de defensa y su último club fue el Otsuka Pharmaceutical de Japón.

## Trayectoria

### Clubes
| Club                  | País  | Año         |
| --------------------- | ----- | ----------- |
| Kyoto Purple Sanga    | Japón | 1993 - 1996 |
| Otsuka Pharmaceutical | Japón | 1997 - 1998 |